# Kang Bong-chil
Kang Bong-chil ((강봉칠?, 姜鳳七?); 7 novembre 1943) è un ex calciatore nordcoreano, di ruolo difensore.

## Carriera
Rappresentò la sua nazione ai mondiali di Inghilterra del 1966. Giocò anche per il February 8.